# Алам, Нур
Нур Алам (урду نور عالم‎, англ. Noor Alam, 5 декабря 1929, Талаганг, Британская Индия — 30 июня 2003) — пакистанский хоккеист (хоккей на траве), нападающий. Олимпийский чемпион 1960 года, серебряный призёр летних Олимпийских игр 1956 года.

## Биография
Нур Алам родился 5 декабря 1929 года в индийском городе Талаганг (сейчас в Пакистане).
Играл в хоккей на траве за команды полиции и армии.
В 1956 году вошёл в состав сборной Пакистана по хоккею на траве на Олимпийских играх в Мельбурне и завоевал серебряную медаль. Играл на позиции нападающего, провёл 5 матчей, мячей не забивал.
В 1960 году вошёл в состав сборной Пакистана по хоккею на траве на Олимпийских играх в Риме и завоевал золотую медаль. Играл на позиции нападающего, провёл 6 матчей, забил 2 мяча (по одному в ворота сборных Австралии и Индии). В финале сделал голевой пас автору единственного мяча Насиру Бунде.
В 1958 и 1962 годах в составе сборной Пакистана стал чемпионом летних Азиатских игр в Токио и Джакарте.
В 1956—1962 годах провёл за сборную Пакистана 42 матча, забил 8 мячей.
Умер 30 июня 2003 года.